# Crai
CRAI ist ein italienischer Genossenschaftsbund von Einzelhändlern, die unter dem Namen CRAI Einkaufsläden führen. 
In dem Verband sind 3400 Filialen, selbstständig geführte Drogerie- und Supermärkte organisiert. Die Geschäfte gehören etwa 1000 Unternehmern. Crai-Geschäfte existieren auch in Albanien, Malta und der Schweiz. Schwerpunkt von CRAI mit 3100 Verkaufsstellen – zwei Drittel davon Lebensmittelgeschäfte – ist jedoch Italien.

## Geschichte

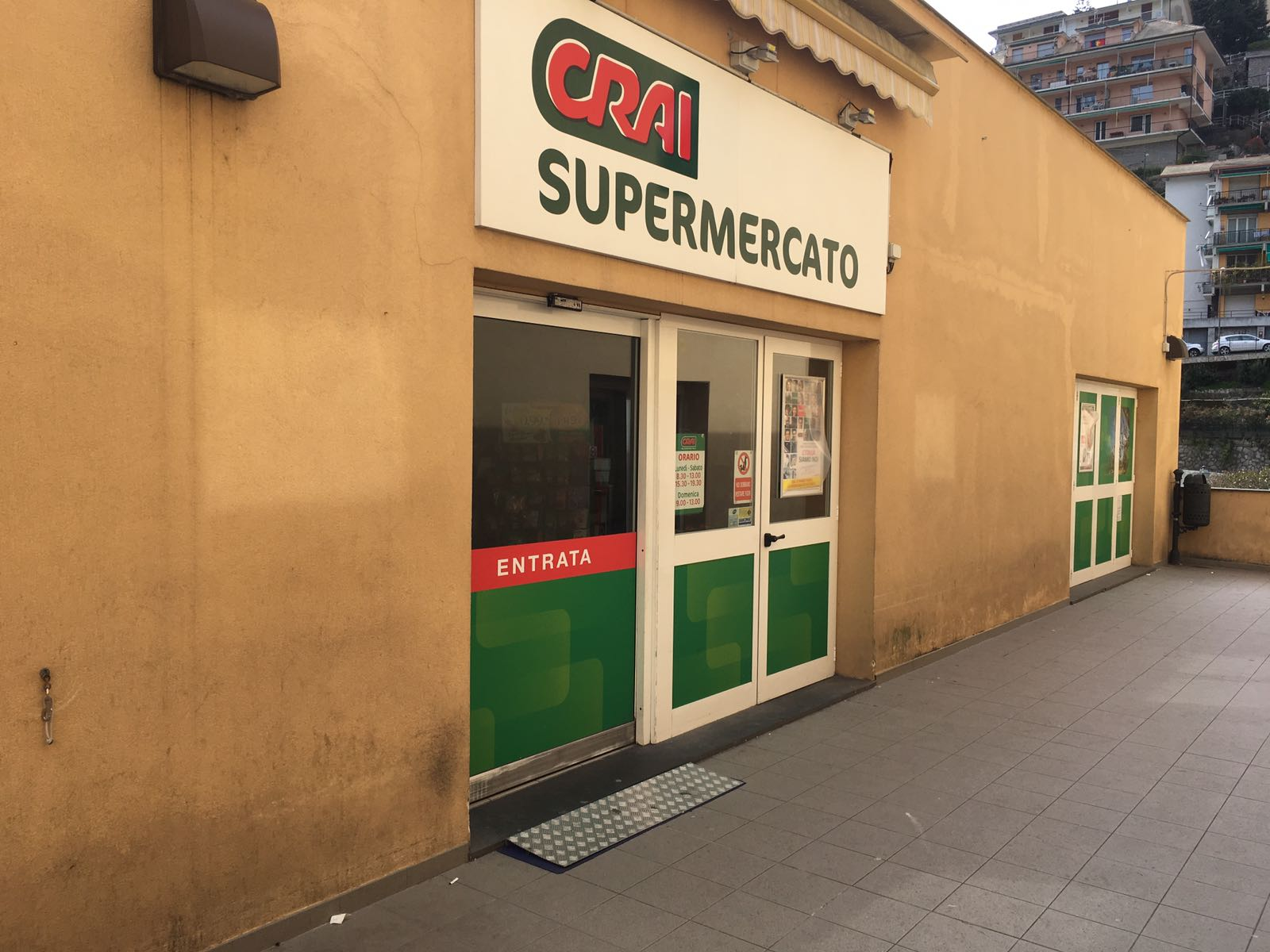
Der Eingang zu einem Crai-Laden in Sori, in Genua.

CRAI wurde im Jahr 1973 von einer Gruppe von Einzelhändlern aus Desenzano del Garda als Commissionarie Riunite Alta Italia (wörtl. Übersetzung: Gemeinsame Kommissare Oberitalien) gegründet.
Nachdem weitere Ladenbetreiber aus anderen italienischen Regionen in die bereits bestehende Genossenschaft aufgenommen wurden, führte dies zu der Namensänderung nach Commissionarie Riunite Alimentaristi Italiani (wörtl. Übersetzung: Italienische Kommissare der Lebensmittelindustrie).
Im Jahr 2003 erhielt Crai die Zertifizierung für die Entwicklung von Produkten unter einer Eigenmarke. Zu den Lieferanten, unter denen Crai Produkte der Eigenmarke verkauft, gehört (Stand 2016) der italienische Reisproduzent Riso Scotti.
In den Jahren 2015 bis 2016 verzeichnete der Verbund ein starkes Wachstum. So wurden in jenem Zeitraum 332 Supermärkte und 293 im Drogerien unter dem Namen Crai eröffnet. Im Jahr 2017 begann Crai mit dem Online-Verkauf und dem Versand von Lebensmitteln. Bei der Entwicklung des eigenen E-Commerce wurde auf die Expertise vom Polytechnikum Mailand zurückgegriffen.
CRAI teilte im Juni 2020 mit, man wolle 215 neue Geschäfte eröffnen, um das coronabedingte Umsatzwachstum der vergangenen Monate beizubehalten.